# Bandeira do Cangaíba
A bandeira do Distrito do Cangaíba na zona leste de São Paulo, juntamente com o brasão, constituem os símbolos que apresentam a história secular do bairro.
A bandeira cangaibense é retangular, bipartida horizontalmente, nas cores azul e verde, representando a natureza, o azul celestial e a mata primitiva que originou o Parque Ecológico do Tietê e o Parque Linear Tiquatira, tendo duas faixas ondulares brancas, homenageando a pureza das águas do Rio Tietê e do seu afluente, o Ribeirão Tiquatira.
Traz ao centro, o Brasão de Armas, obedecendo às leis da Heráldica que tem a finalidade de orientar a identificação, além do escudo das armas,do conjunto armorial completo que distingue o Brasão do Cangaíba de todos os outros.

## Significado
O escudo é o tradicional português, contendo a Coroa mural que é o símbolo de emancipação política portuguesa, porém, sua construção em tijolos homenageia as primeiras indústrias do bairro Cangaíba, as olarias, que surgiram às margens do Rio Tietê, no fim do século XIX.
O escudo em chefe, em campo blau (azul) representa a justiça, a perseverança e o zelo dos cangaibenses; trazendo ao centro a igreja com a cruz universal, simboliza a catequização dos índios pelos jesuítas, no início da colonização e a Igreja Bom Jesus do Cangaíba, bem como todas as instituições religiosas do bairro.
O escudo é transpassado pela espada dos bandeirantes portugueses que desbravaram a região desde o século XVI, em conflito com os índios Guaianá das aldeias Ururaí, antigos habitantes, representados pela flecha.
Ao centro, cruzando os campos, temos a roda do comércio, representando a chegada do progresso e os primeiros comerciantes; a ferrovia representando as Estações de Trem Engº Trindade e Engº Goulart, responsáveis pela chegada de novos moradores à região, em paralelo à estrada, símbolo das  avenidas: Cangaíba,  Dr.Assis Ribeiro e Governador Carvalho Pinto, conhecida como Tiquatira, propulsoras do crescimento do bairro.
A parte inferior do escudo em campo sinopla (verde) representa as antigas terras do Cerro do Cangaíva, como assim era chamado pelos índios da região; a alegria e a amizade entre os moradores; a abundância e a esperança de nossos campos; as matas primitivas e o caráter rural do passado dando vida ao Parque Ecológico Tietê e ao Parque Linear Tiquatira, extensas áreas verdes recreativas.
Ao centro, na parte inferior, a máscara do teatro grego, representando o Teatro Flavio Império. 
Às margens do extenso Cerro do Cangaíba, cruzando todo o bairro, das divisas da Penha até Ermelino Matarazzo, temos duas faixas brancas, símbolo da pureza das águas dos Rios Tietê e Tiquatira.
Abaixo do escudo, em sua parte inferior, a data de fundação do bairro, 25 de novembro de 1667, a partir da primeira sesmaria doada a um bandeirante, na região do antigo Cangaíva.

## Histórico
O Brasão de Armas faz parte da tradição europeia medieval, eram símbolos especificamente criados para identificar indivíduos, famílias, clãs ou reinos, principalmente, em períodos de guerra. 
O uso de brasões perdeu importância, a partir do século XIX, quando findou a monarquia na maioria dos países europeus, ressurgindo no no século XX, sendo aplicado agora à simbologia de municípios, estados, nações, diversas corporações e outras entidades coletivas.
Em São Paulo, a primeira referência que se tem de uma bandeira é justamente as expedições desbravadoras dos colonizadores portugueses, conhecidas como "bandeiras", sendo seus membros, os bandeirantes, daí o nome genérico dado aos desbravadores que adentravam o sertão conduzindo a bandeira da Cruz de Cristo, representada no brasão da cidade de São Paulo.
O brasão do município de São Paulo foi criado somente em 8 de março de 1917, sendo oficializado pelo Ato Municipal nº 1057.
Poucos bairros do município possuem identidade própria, o Brasão de Armas e a Bandeira do Distrito do Cangaíba foi criada pela historiadora Adriana Lopes, em 2019, a partir de suas pesquisas apresentadas às associações e moradores do bairro, com apoio do Sub Prefeito Thiago Della Volpi da Sub Prefeitura da Penha e tramita na Câmara Municipal de São Paulo. 
O lançamento da bandeira foi no dia 29 de fevereiro de 2020, no Colégio Machado de Assis, em Engº Goulart.

## Ligações
Um rosto para Piquerobi
 A Voz do Cangaíba- edição especial